# Разбойников, Анастас
Анастас Спасов Разбойников (псевдонимы Канарский и Скандала) — болгарский национал-революционер, просветитель, историк и географ, видный деятель Внутренней македонско-одринской революционной организации.

## Биография

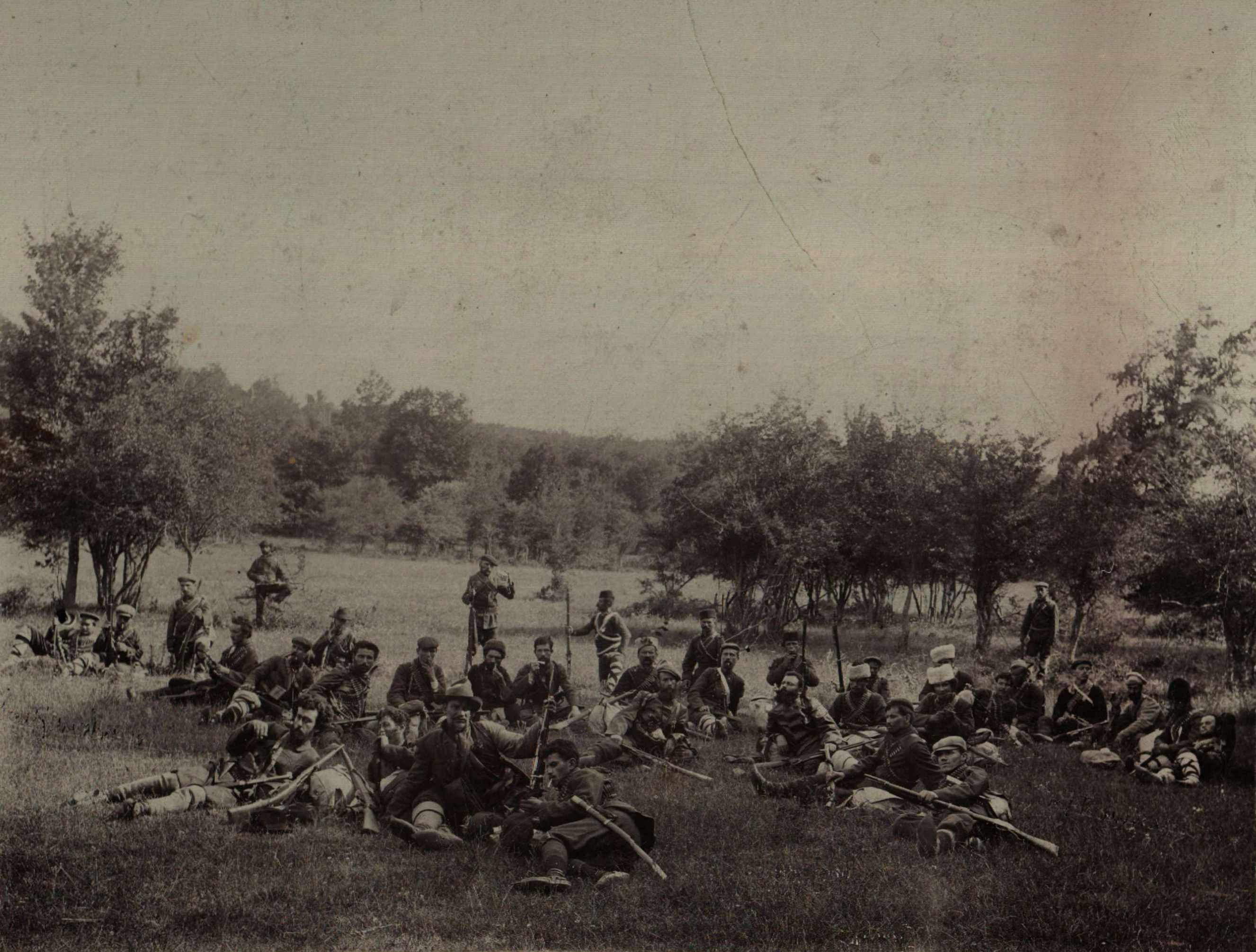
Повстанцы и делегаты ВМОРО (включая Анастаса Разбойникова) в Алан-кайраке

Фракийский болгарин Анастас Разбойников родился в 1882 году, в Свиленграде, входившем тогда в Османскую империю. Окончил в 1902 году Одринскую (Адрианопольскую) болгарскую мужскую гимназию «Д-р Петър Берон». Там он с одноклассниками основал гимназический революционный кружок. По окончании гимназии, Разбойников стал главным учителем Бунархисарской околии. Там он вступил в чету Ивана Шишманова. Вместе с Шишмановым начал организовывать местных болгар для предстоящего выступления против турок. Во время Ильинденского восстания Разбойников был секретарём воеводы Стояна Петрова. Вскоре Разбойников стал делегатом конгресса на Петровой ниве (представляя Бунархисарский околийский революционный район), и вместе с Христо Силяновым избран был секретарём конгресса.

Болгария не пришла на помощь восставшим и турки подавили Ильинденское восстание. 
Турки истребили 4700 мужчин, женщин и детей, сожгли 201 село. (...) 30 тысяч человек бежали в Болгарию. Это - македонская Голгофа!
 — писал историк Стоян Бояджиев, заместитель председателя болгарской общественной организации конца XX — начала XXI веков Внутренняя македонская революционная организация — Союз македонских организаций. После разгрома восстания Анастас Разбойников бежал в Болгарию. В 1905—1909 годах изучал историю и географию в университетах в Софии и Лозанны.
После Младотурецкой революции 10 июля 1908 года, наступил весьма короткий период потепления отношений турок с христианами. В то время, в частности, был создан Союз болгарских конституционных клубов. В 1909 году Разбойников вернулся в Османскую империю. В 1909—1910 годах Разбойников был учителем в Серском болгарском педагогическом училище (в городе Сер.), а в 1910—1912 годах — в Солунской болгарской мужской гимназии. В Солуни он редактировал газеты и журналы («Искра» и «Знание»), там Разбойников опубликовал свои первые научные труды. Когда в ходе 1-й Балканской войны Болгарская армия вступила в город Мустафа-паша, Разбойников был избран кметом (мэром) этого города. Вскоре он принял участие в Межсоюзнической войне 1913 года. Участвовал в Первая мировая войне и в свободные часы составил меморандум фракийского (тракийского) освободительного движения.
В период 1913—1934 годов Разбойников жил в Пловдиве, где работал учителем, затем — директором Учительского института, окружным училищным инспектором, директором гимназии. В 1934 году переселился в Софию, где был окружным училищным инспектором и директором гимназии вплоть до 1943 года.
Анастас Разбойников умер в Софии в 1967 году.

## Научная деятельность
Разбойников опубликовал свыше 180 научных трудов по болгарской и османской истории, особенно по Болгарскому возрождению. Географические интересы Разбойникова были связаны прежде всего с исследованием родной Фракии. Он изучал историю городов и сёл, демографические процессы, социальные отношения, национально-освободительное движение во Фракии и Македонии, вводил в научный оборот османские и другие источники. Разбойников — автор учебников по различным географическим дисциплинам. Был сотрудником Институт истории, географии, этнографии и археологии БАН.

### Научные труды
- Градъ Созополъ (и лѣтуването на пловдивската детска колония) — Пловдив, 1927.
- Село Булгаркьой. // Тракийски Сборник. — 2, 1930. — С. 63—103.
- Клокотница. // Българска историческа библиотека. — 1930, № 3. — С. 228—237.
- Свиленград. Произход на селището. // Тракийски Сборник, 3, 1930. — С. 115—163.
- Обезбългаряването на Западна Тракия, София, 1940, 132 с., второ издание — София, 1941.
- Народностният образ на източния дял от Западна Тракия. — София, 1944. — 128 с.
- Тракия. Географски и исторически преглед. — София, 1946. — 267 с. (в соавторстве с Иваном Батаклиевым и Иваном Орманджиевым)
- Чифлици и чифлигари в Тракия преди и след 1878 г., // Известия на Института по история, 9, 1960. — С. 143—186.
- Турски извори за българската история, т. XVI, 1972 (в соавторстве с Бистрой Цветковой)
- Разбойников, Анастас и Спас Разбойников. Населението на Южна Тракия с оглед на народностните отношения в 1830, 1878, 1912 и 1920 година. — София, 1999.

### Учебники и учебные пособия
- География на Европа. Пособие по география за курсисти от Учителския институт и за прогимназиални учители. Ч. I Общ преглед. северозападна Европа. Южна Европа. — Пловдив, 1922. — 152 с.
- Америка. Географски четива. — Пловдив, 1924. — 32 с.
- География на Америка, Ръководство за курсисти и прогимназиални учители. — Пловдив, 1929. — 208 с.
- Австралия и Океания. Отбрани географски четива. — София, 1929. — 32 с.
- Кратка климатология. Ръководство за курсисти ипрогимназиални учители. — Пловдив, 1930. — 104 с.
- Кратка хидрография. Ръководство за курсисти и учители. — Пловдив, 1931. — 60 с.
- Черно море. Географско описание. Книжка за курсисти и учители. — Пловдив, 1931. — 48 с.
- Азия на мусоните. Отбрани географски четива. — София, 1931. — 24 с.
- Австралия и Океания. ръководство по география за курсисти от Учителския институт и учители. — Пловдив, 1932. — 120 с.
- Планински климати (Свободен и допълнен превод на съчиненията на Emm. de Martonne. Допълнени с данни за България). — Пловдив, 1934. — 28 с.
- Обща стопанска география. Помагало за ученици от IV клас на средните реални училища. — Пловдив, 1935. — 108 с.
- Учебник по география. За II клас на прогимназиите. — София, 1940. — 120 с.; второ издание: София, 1942. — 115 с.